# آندالوسیا (آلاباما)
آندالوسیا شهری است در ایالت آلاباما در کشور آمریکا.

## مکان
آندالوسیا در موقعیت ‎ ۳۱°۱۸’ ۳۴’’ N ۸۶°۲۸’ ۴۶’’ V (‏۳۱،۳۰۹۳۲۱; ‑۸۶،۴۷۹۴۶۸‏)‎ قرار دارد.
با توجه به اطلاعات اداره آمار آمریکا مساحت آن در حدود ۴۹٫۱ کیلومترمربع است.

## مردم‌شناسی
با توجه به آمار سال ۲۰۰۰ جمعیت آن ۸۷۹۴ نفر، ۳۷۰۷ خانواده در آن ساکن هستند.
تعداد ۴۲۷۹ واحد خانه در هر مساحت تقریبی (۸۷،۶akm²) قرار دارد.
۲۳،۲% درصد از خانواده‌های فرزند زیر ۱۸ سال داشتند که از این تعداد ۴۶،۵% درصد زوج بوده و ۱۴،۴% درصد زنان بدون شوهر و ۳۵،۹% درصد نیز غیر خانواده بودند.
متوسط درآمد یک خانواده در حدود ۳۷،۰۹۱ دلار آمریکا است و زنان درآمد متوسط ۲۹،۴۰۶ دلار آمریکا و مردان درآمد متوسط ۲۰،۴۱۰ دلار آمریکا بدست می‌آورند.